# Kenny Tete
Kenny Joelle Tete (sinh ngày 9 tháng 10 năm 1995) là một cầu thủ bóng đá chuyên nghiệp người Hà Lan thi đấu ở vị trí hậu vệ cho câu lạc bộ Fulham tại Giải bóng đá Ngoại hạng Anh và đội tuyển quốc gia Hà Lan.